# Stati del Sacro Romano Impero (N)
Questo è un elenco degli stati del Sacro Romano Impero, inizianti per la lettera N:
| Nome | Tipologia | Provincia                      | Seggio | Formazione                                  | Note |
| --- | --- | ------------------------------ | ------ | ------------------------------------------- | --- |
| Namur | Contea Margraviato                                                                                            |                                |        |                                             | 1512: Provincia Borgognona |
| Nassau Conte Palatino del Reno, Conte di Sayn, Königstein, Katzenelnbogen e Dietz, Burgravio di Hammerstein, Signore di Mahlberg, Wiesbaden, Idstein, Merenberg, Limburg e Eppstein | 1159: Contea 1366: Contea Principesca 1737: Principato                                                        | n/a                            |        | 1160                                        | 915: fondazione della città di Nassau 1125: costruzione del castello di Nassaut 1255: Divisione tra le linee Ottoniana e Valderamica e divisione in numerose linee 1515: i Conti ottengono il titolo di Principi d'Orange 1806: Ducato 1866: Annesso alla Prussia |
| Nassau-Diez | |                                |        |                                             | 1654: Consiglio dei Principi |
| Nassau-Dillenburg | |                                |        | 1250                                        | 1303: Divisione in Nassau-Siegen e Nassau-Hadamar 1334: Nassau-Dillenburg viene riunito 1654: Consiglio dei Principi |
| Nassau-Hadamar | |                                |        |                                             | 1654: Consiglio dei Principi |
| Nassau-Orange Principe di Orange e Nassau, Conte di Katzenelnbogen, Vianden, Dietz, Lingen, Mörs, Buren, Leerdam, etc. Marchese di Vere en Vlissingen, Signore e Barone di Breda, della Città di Grave e delle terre di Cuycq, Diest, Grimbergen, Herstal, Cranendoncq, Warneston, Arlay, Noseroy, San Vith, Daesburgh, Polanen, Willemstadt, Niervaert, Ysselsteyn, San Maertensdijck, Steenbergen, Geertruydenberge, Turenhout, Zevenbergen, dell'Alto e del Basso Swaluwen, Naeltwijck, Soest, Baren, ter Eem, Immenes, &c. Burgravio Ereditario di Antwerp e Besançon, Maresciallo Ereditario d'Olanda, Governatore e Stadholder Ereditario di Gelderland e delle contee di Zutphen, Holland, Zeeland, West-Frisia, Utrecht e Over-Yissel, e delle terre di Drenthe, Capitano Generale Ereditario e Ammiraglio dei Paesi Bassi Uniti | County |                                |        | 1559: Diviso da Nassau-Dillenburg           | 1674: Annesso a Nassau-Diez |
| Nassau-Orange | Principato |                                |        | 1702: Diviso da Nassau-Diez                 | |
| Nassau-Siegen | | Provincia dell'Alto Reno       | WT     |                                             | 1654: Consiglio dei Principi |
| Nassau-Usingen | Contea 1688: Principato                                                                                       | Provincia dell'Alto Reno       | WT     | 1659: Diviso da Nassau-Saarbrücken          | |
| Nassau-Weilburg | Contea Principesca 1688: Principato del Sacro Romano Impero                                                   | Provincia dell'Alto Reno       | WT     | 1442: Diviso da Nassau-Weilburg-Saarbrücken | |
| Naumburg-Zeitz | Vescovato |                                |        | 1029                                        | 1565: Annesso alla Sassonia |
| Naugard | Contea |                                |        |                                             | |
| Naumburg | Principato Vescovile                                                                                          |                                |        |                                             | |
| Neipperg | 1734: Contea del Sacro Romano Impero                                                                          |                                |        |                                             | 1766: Collegio dei Conti Svevi |
| Nellenburg | Langraviato                                                                                                   |                                |        |                                             | |
| Neresheim | Abbazia Imperiale                                                                                             | Provincia Sveva                |        |                                             | 1793: Consiglio dei Principi |
| Nesselrode | |                                |        |                                             | Acquisita dai Reichenstein |
| Neuburg | Signoria |                                |        |                                             | 1363: all'Austria |
| Neu-Bruchhausen | Contea |                                |        | 1234: divisa da Bruchhausen                 | 1388: Annessa a Hoya |
| Neuchâtel Neuchatel Neuenburg Principe Regnante e Conte di Neuchâtel e Conte di Valangin | Contea 1643: Principato                                                                                       |                                |        | 1034                                        | ai Duchi di Orleans-Longueville 1707: Unione personale con la Prussia |
| Neu-Eberstein | Contea |                                |        | 1207: Divisa da Usgau                       | 1589: Divisa tra Bronchorst-Gronsfeld e Wolkenstein 1673: Annessa a Spiera 1676: Annessa al Baden |
| Neuenahr | Contea del Sacro Romano Impero                                                                                |                                |        | 1222                                        | 1419: Annessa a Virneburg 1545: a Julich |
| Neuenburg am Rhein | Città Imperiale                                                                                               |                                |        | 1218: Divisa da Zähringen                   | all'Austria |
| Neu-Katzenelnbogen | Contea |                                |        | 1245: Divisa da Katzenelnbogen              | 1479: Annessa all'Assia-Marburg |
| Neumark Vedi Brandenburg-Küstrin | |                                |        |                                             | |
| Neustadt | Signoria |                                |        | c1420: Divisione dalla Contea di Leyen      | 1625: Estinzione della linea a Trauttmansdorff a Wallmoden |
| Nickenich | Signoria |                                |        | 1611: Divisa da Saffig                      | 1714: Annessa a Adendorf |
| Nidda | Contea |                                |        | 1227: Divisa da Ziegenhain                  | c1200: Ereditata dai Conti di Ziegenhein 1333: Riannessa a Ziegenhain 1450: Passata all'Assia |
| Niedermünster Niedermunster in Regensburg | Abbazia | Provincia Bavarese             | RP     |                                             | 1500: Provincia Bavarese 1675: Principato Abbaziale del Sacro Romano Impero 1793: Consiglio dei Principi |
| Nienburg | Contea |                                |        | 1234                                        | 1582: Annessa al Brunswick-Calenberg |
| Nienburg | Abbazia |                                |        |                                             | |
| Nomeny | Margraviato                                                                                                   |                                |        |                                             | 1736: alla Casa di Lorena |
| Nordgau vedi Bassa Alsazia | |                                |        |                                             | |
| Nordhausen | Città Imperiale                                                                                               | Provincia della Bassa Sassonia | RH     | 1253                                        | 1803: al Brandeburgo |
| Nördlingen | Città Imperiale                                                                                               | Provincia Sveva                | SW     | 1215                                        | 1803: alla Baviera |
| Nordmark | Margraviato                                                                                                   |                                |        | 860                                         | 1136: Rifondata come Margraviato di Brandeburgo |
| Norimberga | 1219: Libera Città Imperiale Burgraviato                                                                      |                                |        | 1110                                        | 1105: prima menzione di Nuremberg 1105-1192: ai Conti di Raabs 1227: ai Conti di Hohenzollern (per successione femminile e matrimonio) 1363: Riceve lo status di Principato 1415: L'Imperatore concede Norimberga al Margraviato di Brandeburgo 1417: gli Hohenzollern vengono infeudati del Brandeburgo 1440: il Burgraviato di Norimberga viene diviso in Brandeburgo-Ansbach e Brandeburgo-Bayreuth 1500: Provincia di Franconia 1806: Annessoa alla Baviera |
| Norimberga | Città Imperiale                                                                                               | Provincia della Franconia      | SW     | 1219                                        | 1806: Annessa alla Baviera |
| Northeim | Contea |                                |        | 1002                                        | 1165: Annessa all'Elettorato Palatino |
| Marca del Nord detta anche Nordmark | |                                |        |                                             | |
| Nostitz | 1366: Signoria del Sacro Romano Impero 1631: Baronia Sacro Romano Impero 1692: Contea del Sacro Romano Impero |                                |        | XV sec.                                     | 1280: prima menzione dei Signori di Nostitz 1673: Ottiene la Contea di Rieneck |
| Nürburg | Contea |                                |        | 1144                                        | 1225: Annessa a Neuenahr |